# 細鱗呂宋花鮨
細鱗呂宋花鮨，為輻鰭魚綱鱸形目鱸亞目鮨科的其中一種，分布於西印度洋Aldabra及Agalega群島海域，棲息深度25-40公尺，體長可達6.3公分，棲息在礁石區，為底棲性魚類，屬肉食性，生活習性不明。
其种加词“microlepis”意为“细鳞的”。